# كريستوفر وود (كاتب)
كريستوفر وود (بالإنجليزية: Christopher Wood)‏ (و. 1935 – 2015 م) هو كاتب، وكاتب سيناريو، وروائي، وشاعر قانوني ‏ بريطاني، توفي في لندن، عن عمر يناهز 80 عاماً.

## التعليم
تعلم في Norwich School ‏، وتعلم في مدرسة الكلية الملكية ‏، وتعلم في جامعة كامبريدج
.

## وصلات خارجية
- كريستوفر وود على موقع IMDb (الإنجليزية)
- كريستوفر وود على موقع ألو سيني (الفرنسية)
- كريستوفر وود على موقع أول موفي (الإنجليزية)
- كريستوفر وود على موقع قاعدة بيانات الأفلام السويدية (السويدية)
- كريستوفر وود على موقع قاعدة بيانات الفيلم (الإنجليزية)
- كريستوفر وود على موقع كينوبويسك (الروسية)